# 서대숙
서대숙(徐大肅, 1931년 11월 22일~2022년 9월 13일)은 한국의 정치학자로, 미국 하와이대 교수를 지냈으며, 한국과 북한의 현대사 및 정치와 관련한 많은 저서가 있다.

## 약력
서대숙은 1931년 만주 룽정(龍井)에서 기독교 목사였던 서창희의 아들로 태어났다. 본인의 말에 의하면 부친은 독립운동을 하기 위해 만주로 이주했으며, 3ㆍ1 운동 때 만세를 부르다 감옥에 투옥된 적도 있다고 한다.
당시 만주는 낮에는 마적, 밤에는 공비(항일 빨치산)가 지배했던 지역이었고, 마적은 쌀, 곡식을 가져가고 젊은 남자들을 데려가 비적을 만들고 여자를 데려가 부인으로 삼았다고 한다. 치안이 안 되니까 조선인들이 독립운동에 대해 우호적이었다고 하며, 이 때문에 그는 훗날 연구를 통해 부친에 대한 여러 자료를 모았고 교회 사진을 발굴했다고 한다.
어린 시절, 룽정에 살면서 직접 겪어보거나 만나본 독립운동가로 명동학교를 세운 김약연(金躍淵, 1868~1942) 목사가 있으며, 그에 대한 책도 썼다. 당시 수많은 소학교 교사, 주일학교 교사, 목사들이 투옥을 당했다고 한다. 조선공산당 당수이자, 임정의 국무총리였던 이동휘(李東輝, 1873~1935)도 자신의 마을에 와 머물면서 경찰을 피하고 중국 관내로 들어가 공산당을 조직하고 러시아에도 가고 했었다고 한다.
1952년에 미국으로 가서 1956년 텍사스 기독교 대학(Texas Christian University)에서 학사(B.A.), 1958년 인디애너 대학(Indiana University)에서 석사(M.A.) 학위를 받고,  1964년 컬럼비아 대학(Columbia University)에서 박사(Ph.D.) 학위를 받았다. 이후의 주요 경력은 아래와 같다.
- 1965-1972년 휴스턴대학 교수
- 1973-2004년 하와이대학 정치학 교수
- 1973-1994년 하와이대학 한국학연구소 소장
- 1989-1990년 서울대학 초빙교수
- 1994년 중국 연변대학 명예교수
- 1995년 일본 게이오대학 초빙교수
- 1999-2000년 연세대학교 용재 석좌교수
- 2004-2006년 UCLA 초빙교수

아들 모리스 서 (Maurice Suh)는 로스앤젤리스 부시장을 지냈다.

## 주요 저서
주요 저서는 아래와 같다.
- Dae-Sook Suh; Chae-Jin Lee. Political Leadership in Korea Seattle:University of Washington Press, 2014. According to WorldCat, the book is in 967 libraries.[8]
- Dae-Sook Suh; Chae-Jin Lee, eds. North Korea after Kim Il Sung Boulder, Colo: L. Rienner, 1996 ISBN 9781555877637
- Dae-Sook Suh, ed. Korean Studies: new Pacific Currents. University of Hawaii, 12994 OCLC  29846186
- Dae-Sook Suh  Kim Il Sung: the North Korean Leader  NY: Columbia Univ. Press, 1988/1995 ISBN 9780231065733

[번역] 서대숙, 『북한의 지도자 김일성』, (청계연구소, 1989).
- Dae-Sook Suh  Korean Communism 1945-1989 : a reference guide.  Univ. Hawaii Press. 1981 ISBN 9780824807405
- Dae-Sook Suh  New directions of domestic policy in the Democratic People's Republic of Korea. Univ. Calif., 1995  Press. 1981 ISBN 9780824807405
- Dae-Sook Suh  Koreans in the Soviet Union  Univ. Hawaii Press. 1987
- Dae-Sook Suh  The Korean Communist Movement 1918-1948. Princeton Univ. Press, 1967.
- Dae-Sook Suh  Documents of Korean Communism, 1918-48 Princeton Unive Press, 1970. . Calif., 1995  Press. 1981 ISBN 9780824807405
- 서대숙, 『현대 북한의 지도자 (김일성과 김정일)』, (을유문화사, 2000.04.15.)
- 서대숙, 『간도 민족독립운동의 지도자 김약연』, (역사공간, 2017.05.29)

## 같이 보기
- 한국의 공산주의
- 김일성